# Святая Мария ад Градус (Кёльн)
Святая Мария ад Градус (нем. St. Maria ad Gradus; также «Мария Ступенчатая» — «Maria zu den Stufen») — название исторической романской коллегиальной церкви Кёльна с собственной территорией иммунитета (где не действовали юридическая и налоговая власть города). Она находилась к востоку от Кёльнского собора, между собором и Рейном. В народе её называли Санкт-Мариенграден. В ней покоились мощи католической блаженной Рихезы, королевы Польши и внучки императора Оттона II и его жены Феофании. Останки Рихезы были перенесены в Кёльнский собор в 1817 году.

## История
Церковь Святой Марии ад Градус была основана архиепископом Германом II и построена на месте баптистерия, принадлежащего собору. В документе архиепископа Анно II от 1075 года он заявляет, что церковь была построена по плану Германа II и на его средства. Строительство было завершено, вероятно, около 1062 г., когда в церковь были перенесены мощи св. Агилольфа. Это была двуххоровая базилика с западным и восточным трансептом, которая соединялась с собором двойной открытой внутрь колоннадой. Внешние размеры церкви составляли около 55 м в длину и 42 м в ширину. Строительство, вероятно, началось при Германе II.
Церковь сгорела в 1085 году, была перестроена и позже расширена в готическом стиле.
После французской оккупации Рейнской области в 1794 году монастыри были распущены, а коллегиальные и монастырские церкви оказались под угрозой сноса или, в некоторых случаях, нечестивого (не религиозного) использования. Чтобы спасти церкви, многие из них затем были переданы приходам, которые отказались от своих прежних приходов. В случае Св. Марии ад Градус такой вариант сохранения был невозможен, потому что церквь была слишком близка к другим церквям (Большому Св. Мартину, Кафедральному Собору, Св. Андрею) и нужды в приходской церкви в этом районе не было.

## Снос
Первоначально после закрытия здание церкви использовалось как склад, и окончательно было снесено в 1817 году. При археологических раскопках вблизи Кёльнского собора в 1827 г., когда ликвидировали соборный холм, был утрачен и фундамент. Останки святой Рихезы были перенесены в собор.

## Что и где сохранилось
За апсидой Кёльнского собора среди могил соборных священнослужителей сохранились фрагменты церкви и отдельно стоящая колонна с капителем первоначальной колоннады, соединявшей церковь с собором, так называемая Соборная колонна. В архиепископской библиотеке Кёльнской епархии до сих пор хранится церковный рукописный евангелиарий. Гессенская государственная и университетская библиотека Дармштадта владеет так называемым «Евангелиарием Рихезы» (инв, % Hs.544), который также принадлежал церкви. Распятие с предстоящими фигурами из мастерской мастера Тильмана было передано в 1803 году прихожанам из деревни Блисхайм, которая раньше находилась в зависимости от коллегиальной церкви. Оригинал сейчас в местной приходской церкви Св. Ламберта.
До сноса церкви на её колокольне находились три колокола, а именно колокол, посвященный Пресвятой Богородице и Всем Святым 1356 (или 1354 года) диаметром 1,17 метра, который был перенесен в церковь Св. Маврикия в Фрехене и там сохранился до наших дней, как и два колокола, отлитые в 1416 и 1424 годах Христианом Дуйстервальтом и также посвященные Пресвятой Богородице диаметром 1,25 и 1,09 метра, которые висели на башне церкви Святого Петра. Меньший из двух пережил разрушения Второй мировой войны, но был выведен из строя в 1960 году.

## Галерея

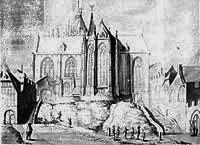
Рисунок Йоханнеса Винкенбума, 1660
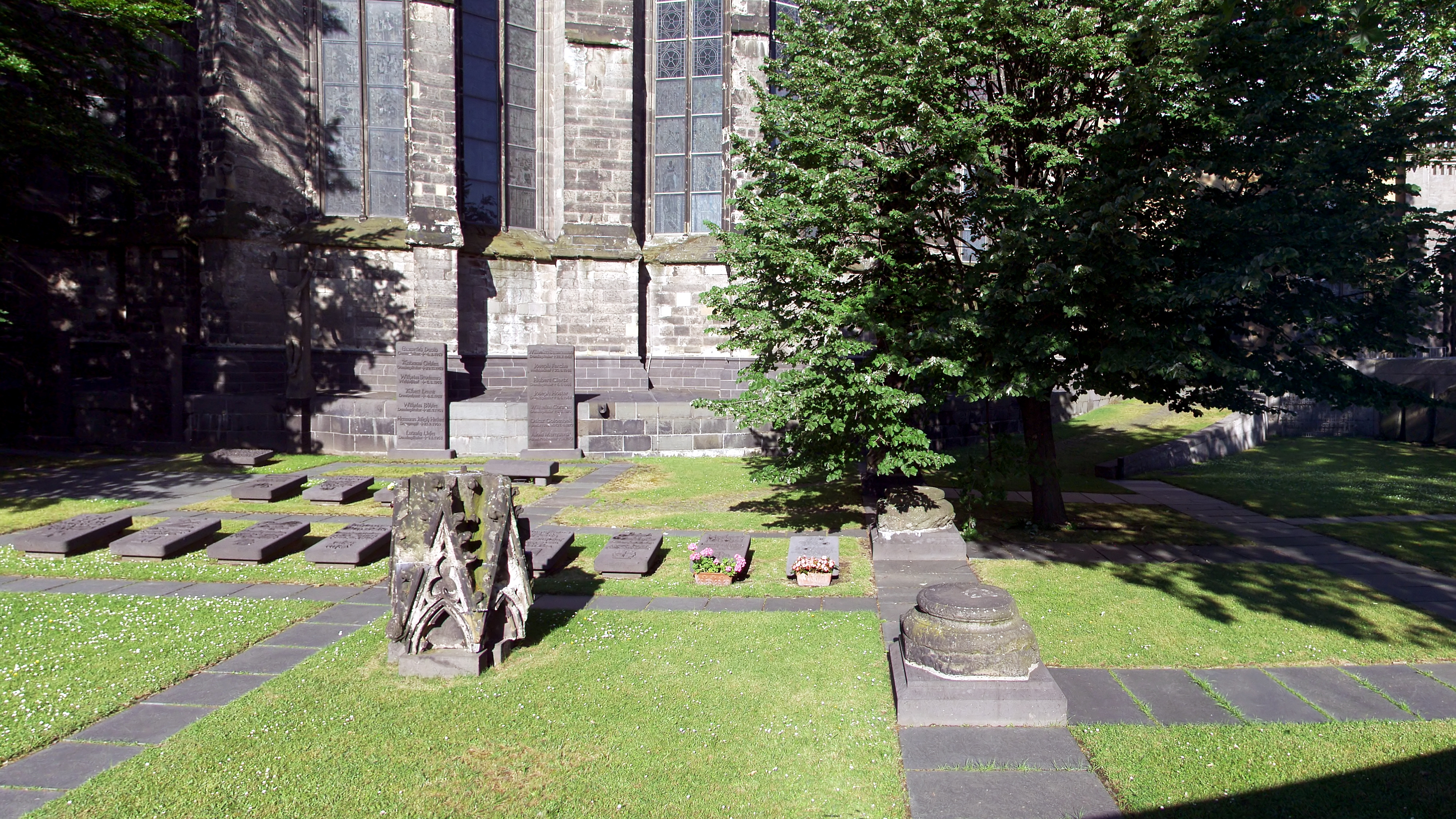
Кладбище с остатками церкви Святой Марии ад Градус позади Кёльнского собора, фотография 2008 г.
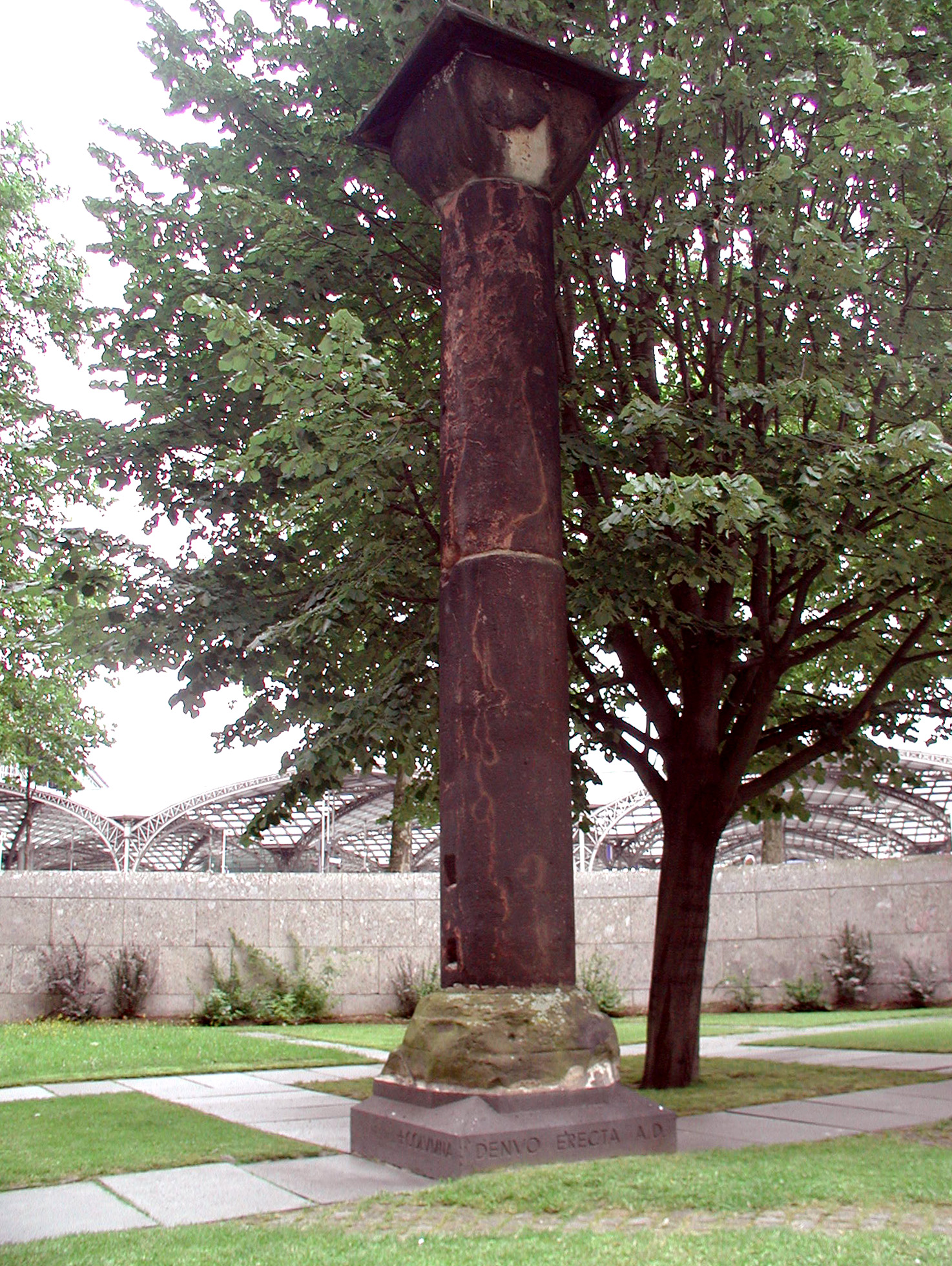
Соборная колонна, фото 2008 г.
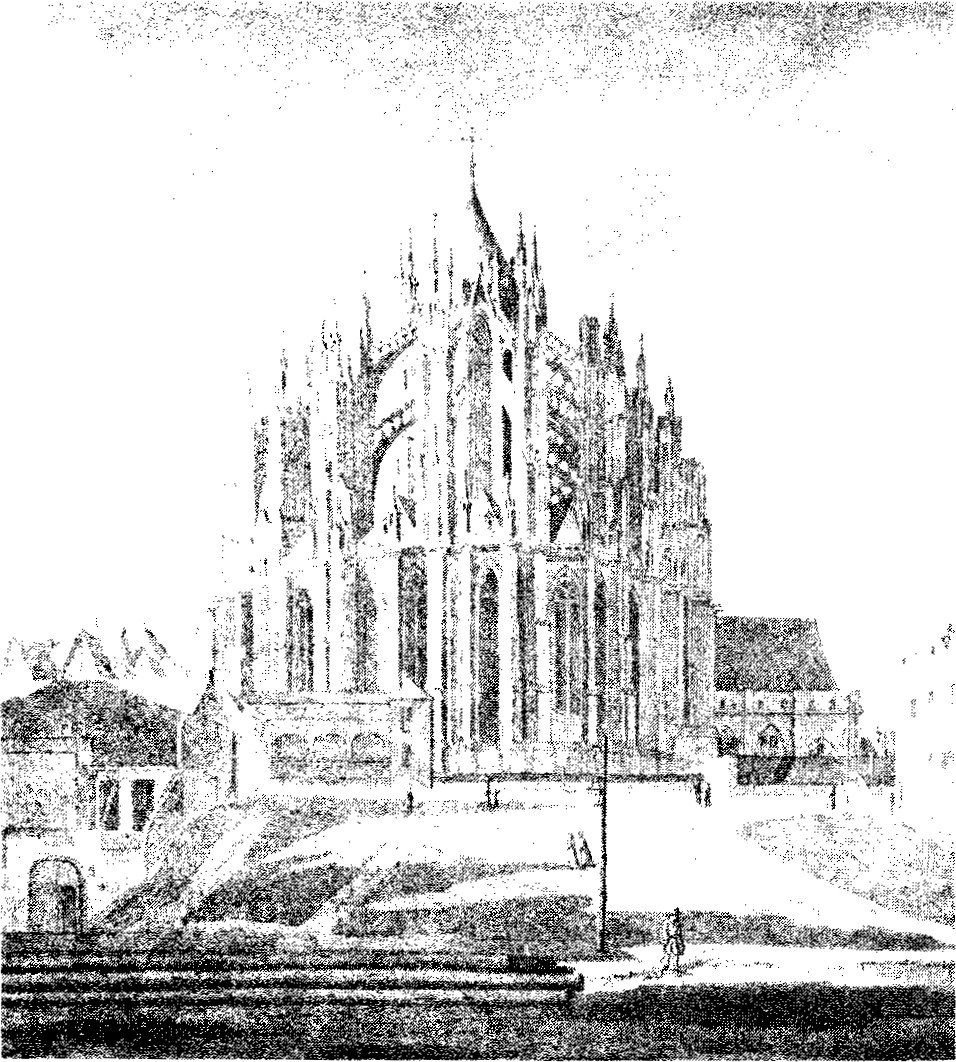
Фундамент церкви на переднем плане (рисунок Иоганна Петера Вайера, 1825 г.)
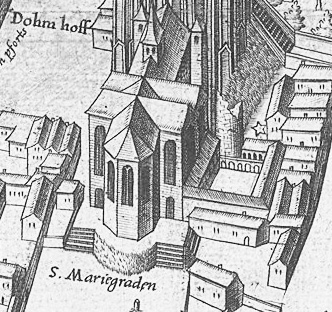
Вид церкви с северо-востока, рядом — часть римской башни, 1571 г.